# Лимузенский диалект

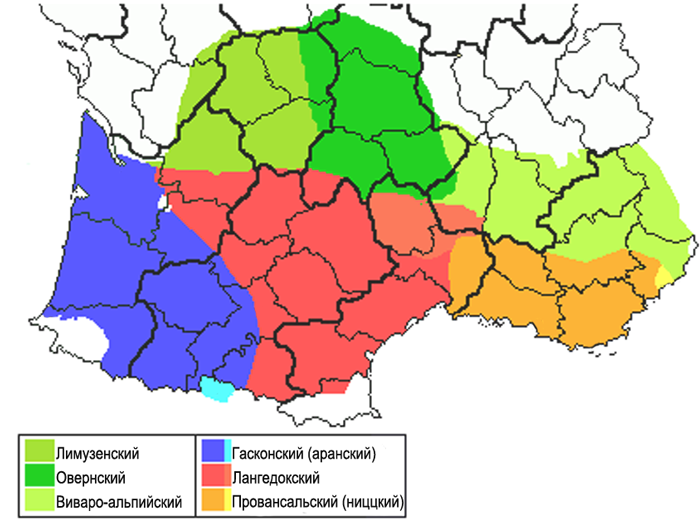
Ареал лимузенского диалекта на карте диалектов окситанского языка

Лимузе́нский диале́кт — диалект окситанского языка, употребляемый в трёх департаментах Лимузена (Крёз, Коррез и Верхняя Вьенна), а также в департаментах Шаранта и Дордонь на юго-западе Франции. Наряду с овернским и виваро-альпийским (провансо-альпийским) входит в северноокситанскую группу диалектов.

## Общие сведения
Первым окситанским документом на лимузенском диалекте является, вероятно, Boecis, датируемый приблизительно 1000 годом.
Лимузенский употребляется в основном людьми старше 50 лет, проживающими в сельской местности. Все носители этого языка знают французский как родной или второй язык. Из-за французской языковой политики лимузенский диалект не признаётся правительством и находится на грани исчезновения.
Движение оживления языков, фелибров и Окситанского исследовательского института активно в Лимузене, как и в других частях Окситании.
Большинство исследователей и сами носители рассматривают лимузенский как диалект окситанского языка.

## Классификация
В состав лимузенского включают следующие группы говоров:
- Верхнелимузенские говоры;
- Нижнелимузенские говоры;
- Перигорские говоры;
- Говоры Марш.

## Отличия от лангедокского диалекта
Сравнение текстов на лимузенском и лангедокском диалектах:
| Лимузенский | Лангедокский |
| --- | --- |
| Totas las personas naisson liuras e egalas en dignitat e en drech. Son dotadas de rason e de consciéncia e lor chau agir entre elas emb un esperit de frairesa. | Totes los èssers umans naisson liures e egals en dignitat e en dreches. Son dotats de rason e de consciéncia e se devon comportar los unes amb los autres dins un esperit de fraternitat. |